# Zoanthus alderi
Zoanthus alderi är en korallart som beskrevs av Gosse 1860. Zoanthus alderi ingår i släktet Zoanthus och familjen Zoanthidae. Inga underarter finns listade i Catalogue of Life.